# Наршараб

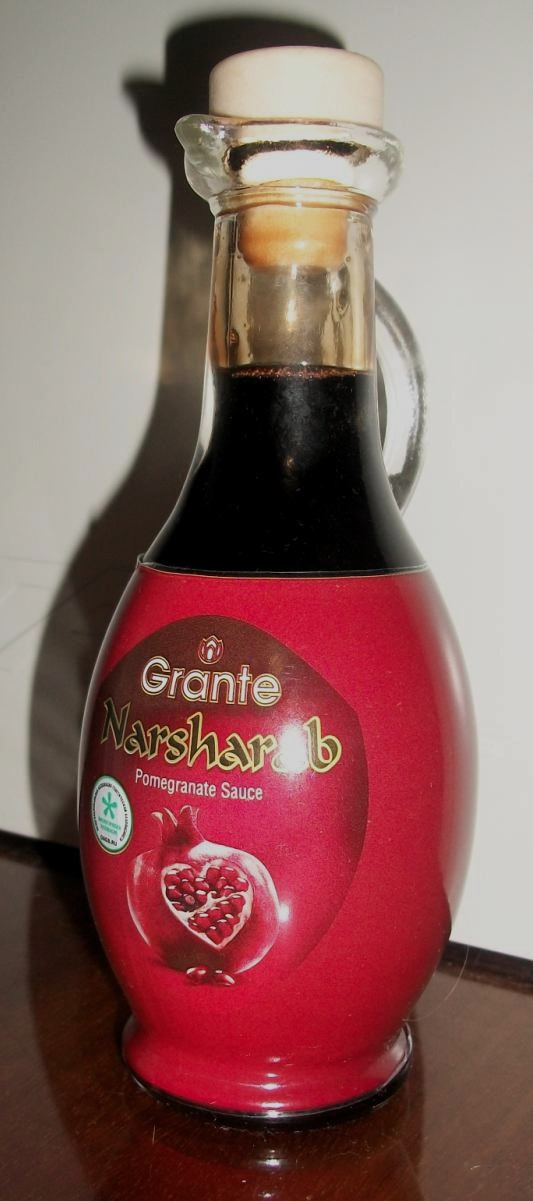
Соус «наршараб»

Наршараб (азерб. Narşərab) — азербайджанська приправа, що отримується методом згущення гранатового соку. Містить до 10 % лимонної кислоти і до 45 % цукру. Щоб приготувати наршараб, зазвичай очищають гранати від шкірки та внутрішніх перегородок, після чого вичавлюють з решти насіння гранатовий сік. Сік залишають випаровуватися до 20 % від початкового об'єму, а потім додають цукор, коріандр, базилік, корицю, лавровий лист, іноді чорний або червоний перець. Наршараб зазвичай використовується як приправа до м'ясних і рибних страв, а також до овочів та різних гарнірів.